# Bouzon-Gellenave
Bouzon-Gellenave – miejscowość i gmina we Francji, w regionie Oksytania, w departamencie Gers.
Według danych na rok 1990 gminę zamieszkiwało 176 osób, a gęstość zaludnienia wynosiła 17 osób/km² (wśród 3020 gmin regionu Midi-Pireneje Bouzon-Gellenave plasuje się na 887. miejscu pod względem liczby ludności, natomiast pod względem powierzchni na miejscu 1061.).